# Blue Mountain (Missisipi)
Blue Mountain – miasto w Stanach Zjednoczonych, w stanie Missisipi, w hrabstwie Tippah.